# Berättelsen om Adèle H.
Berättelsen om Adèle H. (originaltitel: L'Histoire d'Adèle H.) är en fransk historisk dramafilm från 1975 i regi av François Truffaut. Huvudrollerna spelas av Isabelle Adjani, Bruce Robinson och Sylvia Marriott. Filmen handlar om Adèle Hugo, dotter till författaren Victor Hugo, vars passionerade men obesvarade kärlek till en officer leder till hennes undergång. Manuset bygger på Adèle Hugos dagböcker.

## Rollista (urval)
- Isabelle Adjani - Adèle Hugo / Adèle Lewry
- Bruce Robinson - Lt. Albert Pinson
- Sylvia Marriott - Mrs. Saunders
- Joseph Blatchley - Mr. Whistler, bokhandlare
- Ivry Gitlis - Hypnotisör
- Louise Bourdet - Victor Hugos tjänare
- Cecil de Sausmarez - Mr. Lenoir, notarie
- Ruben Dorey - Mr. Saunders
- Clive Gillingham - Keaton
- Roger Martin - Doktor Murdock
- M. White - Överste White
- Madame Louise - Madame Baa
- Sir Raymond Falla - Domare Johnstone
- Jean-Pierre Leursse - Black penpusher
- Carl Hathwell - Lt. Pinsons Batman (ej krediterad)
- François Truffaut - Officer (ej krediterad)